# Yakov-Yan Toumarkin
Pour les articles homonymes, voir Toumarkine.
Yakov-Yan Toumarkin, né le 15 février 1992 à Tcheliabinsk en Russie, est un nageur israélien, pratiquant la discipline du dos.

## Carrière
Double médaillé d'argent aux Jeux olympiques de la jeunesse d'été de 2010, il remporte la médaille de bronze sur les 100 m et 200 m dos aux Championnats d'Europe 2012 à Debrecen. Il représente ensuite son pays aux Jeux olympiques de Londres 2012, lors desquels il atteint la finale du 200 m dos, terminant au septième rang.
Le 4 juillet 2021, il est nommé porte-drapeau de la délégation israélienne aux Jeux olympiques d'été de 2020 par le Comité olympique d'Israël, conjointement avec la triple-sauteuse Hanna Knyazyeva-Minenko.

## Palmarès

### Championnats d'Europe
- Championnats d'Europe de 2012 à Debrecen (Hongrie) :
  -  Médaille de bronze du 100 mètres dos
  -  Médaille de bronze du 200 mètres dos
- Championnats d'Europe de 2016 à Londres (Royaume-Uni) :
  -  Médaille d'argent du 200 mètres dos

### Championnats d'Europe en petit bassin
- Championnats d'Europe de 2015 à Netanya (Israël) :
  -  Médaille d'argent du 200 mètres dos
  -  Médaille d'argent du 100 mètres 4 nages

### Jeux olympiques de la jeunesse
- Jeux olympiques de la jeunesse de 2010 à Singapour :
  -  Médaille d'argent du 100 mètres dos
  -  Médaille d'argent du 200 mètres dos

### Championnats d'Europe juniors
- Championnats d'Europe juniors de 2010 à Helsinki (Finlande) : 
  -  Médaille d'or du 100 mètres dos
  -  Médaille de bronze du 200 mètres dos

### Maccabiades
- Maccabiades de 2017 en Israël : 
  -  Médaille d'or du 200 mètres dos